# Dechen Shak-Dagsay
Dechen Shak-Dagsay és una cantant suïssa de mantres tibetans, nascuda a Katmandú, Nepal el 1959, filla del Venerable Dagsay Tulku. Des de 1963, resideix a Suïssa. Durant la seva infància i adolescència va estudiar la música i la dansa del Tibet, però va acabar graduant-se a l'Escola de Comerç de Suïssa el 1979 i exercint d'executiva de màrqueting a Zúric, ja que més tard deixaria el 2001 per dedicar-se completament a la música. Està casada amb el Dr. Kalsang Thutop Shak, amb qui té dos fills. El 2002, va signar un contracte amb PolyglobeMusic Àustria i amb New Earth Records per a la difusió dels seus discos a Amèrica del Nord. El maig de 2006, Dechen va acompanyar a la televisió pública suïssa en un projecte humanitari al Tibet.

## Discografia
- 1999 - Dewa Che: The Universal Healing Power of Tibetan Mantras.
- 2002 - Shi De: A Call For World Peace.
- 2004 - Dcham Sem. Inner peace through the power of compassion. CD Polyglobe Music 10405
- 2006 – Tara Devi. Inner journey toward ultimate happyness. CD Polyglobe Music 10601
- 2007 – Spirit of Compassion. The power of tibetan mantras – The Best of. CD Polyglobe Music 10821
- 2009 – A Call for Worldpeace. A Two Track Live Recording
- 2009 – Dechen Shak-Dagsay & Andreas Vollenweider, simple
- 2009 – Bodhicitta. Single
- 2009 – Beyond. Buddhist and Christian Prayers. Tina Turner amb l'autora i Regula Curti
- 2010 – Jewel
- 2011 – Children Beyond. Amb Tina Turner
- 2014 – Love Within – Beyond. Amb Tina Turner, Regula Curti i Sawani Shende-Sathaye
- 2015 – Day Tomorrow

DVDs
pràctica de la meditació tibetana amb l'autora
- Die Elemente. DVD 1. Polyglobe Music&Media 40510
- Lebensqualität. DVD 2. Polyglobe Music&Media 40511
- Innerer Frieden. DVD 3. Polyglobe Music&Media 40512

Documental
- Daheim in zwei Welten. SFR-3sat. Polyglobe Music&Media 40710